# علی‌اکبر شیخ‌الاسلام
علی‌اکبر شیخ‌الاسلام (۱۲۴۶–۱۰ فروردین ۱۳۱۱ ه‍.ش) (۱۲۸۴–۱۳۵۰ ه‍.ق) از علما و فعالان سیاسی و اجتماعی بانفوذ اصفهان در اواخر دورهٔ قاجاریه بود. او در سال ۱۲۷۰ ه‍.ش (۱۳۰۹ ه‍.ق) در اصفهان به سمت شیخ الاسلام منصوب شد و پس از استقرار مشروطیت در قحطی اصفهان ۱۲۹۶ ه‍.ش (۱۳۳۶ ه‍.ق) رئیس بلدیه (شهرداری) اصفهان و از تاریخ ۱۳۰۰/۴/۱ ه‍.ش تا ۱۳۰۲/۳/۳۰ ه‍.ش نماینده اصفهان در دوره چهارم مجلس شورای ملی بود.

## فعالیت‌های سیاسی و اجتماعی

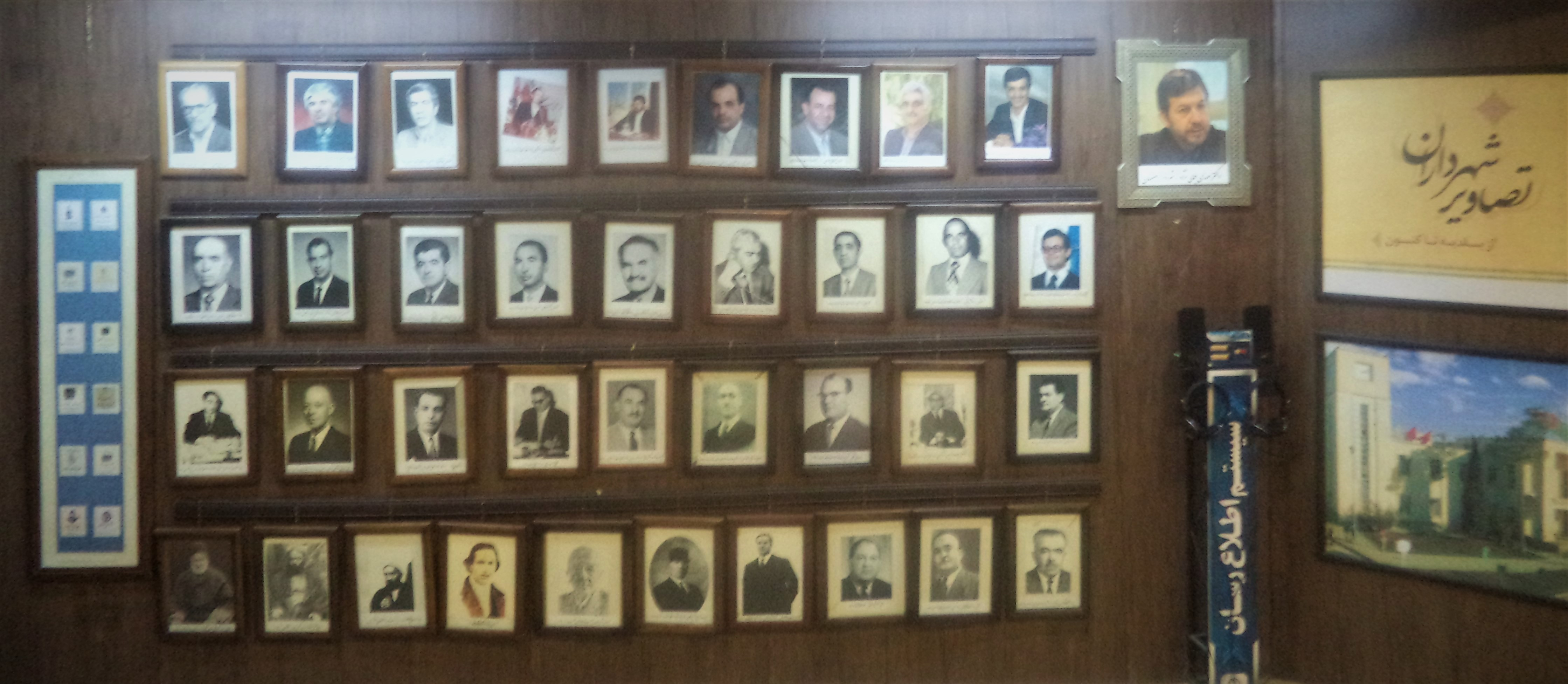
شهرداران اصفهان از ۱۲۸۶ تا ۱۳۹۵

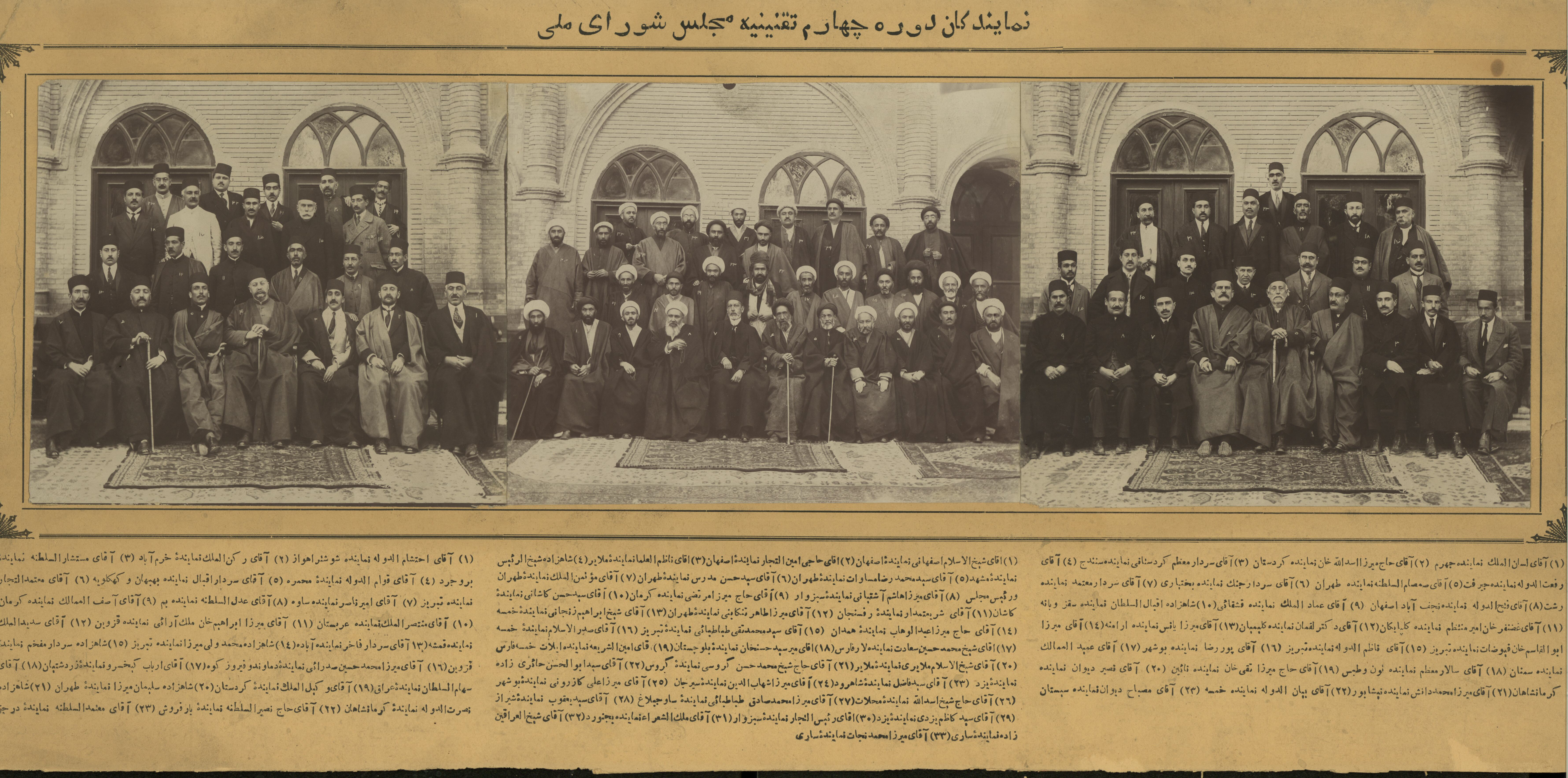
نمایندگان دورهٔ چهارم مجلس شورای ملی

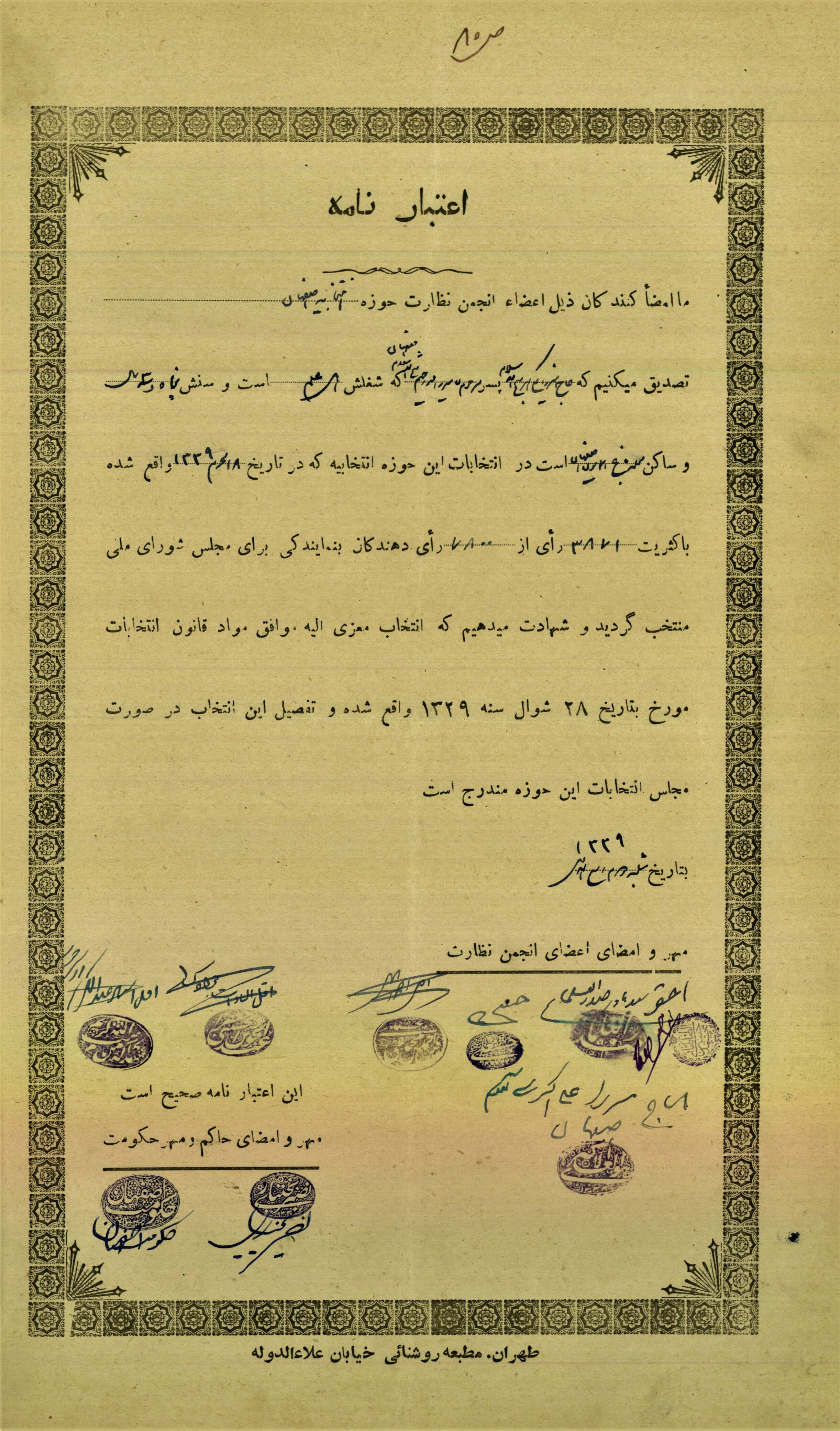
اعتبارنامه علی‌اکبر شیخ‌الاسلام، نماینده اصفهان در دوره چهارم مجلس شورای ملی از تاریخ ۱ /۱۳۰۰/۴/ تا۳۰/۳/ ۱۳۰۲ ه‍. ش

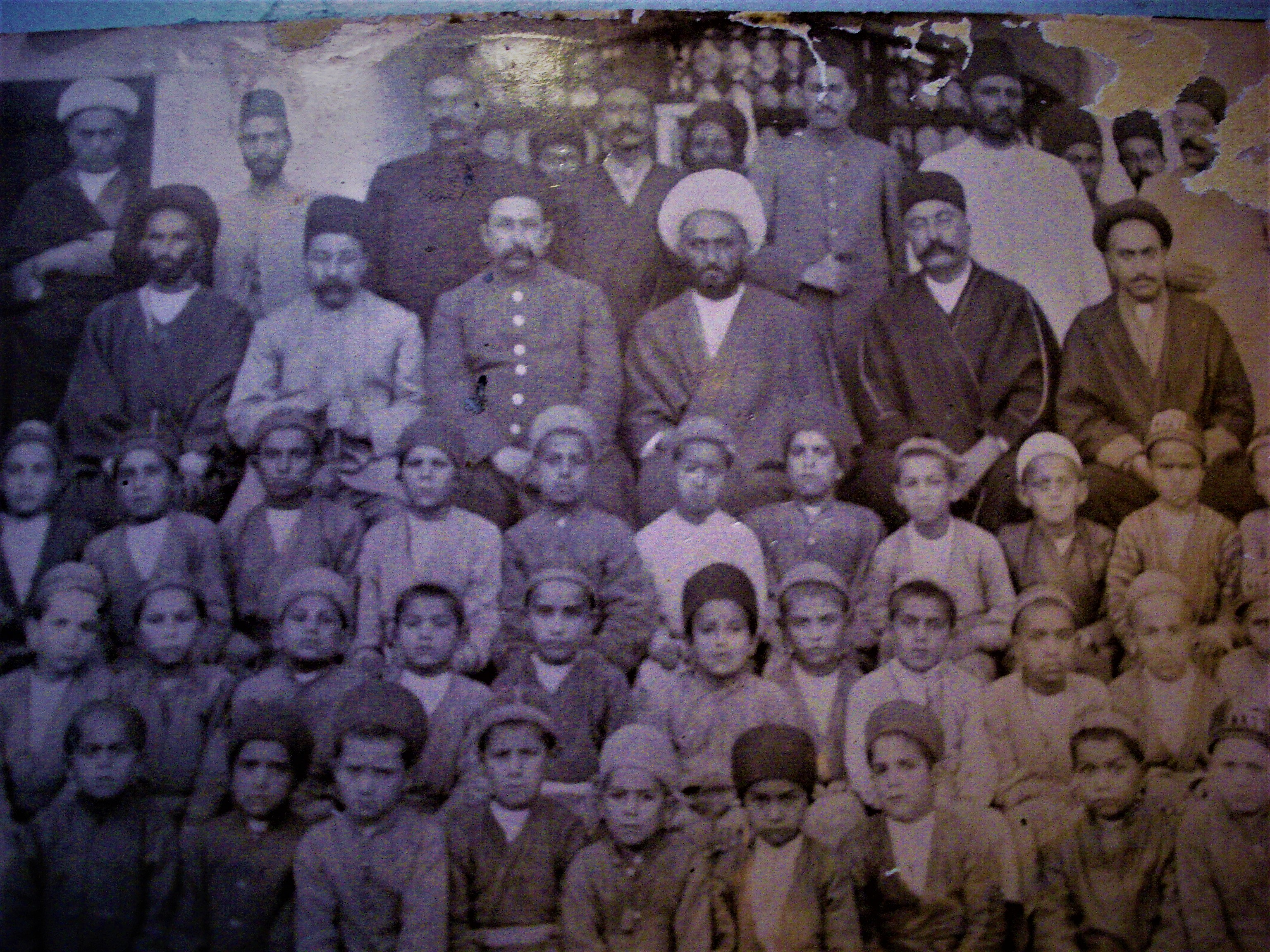
اعضای انجمن مدرستین علیه و ایتام در اصفهان- تأسیس ۱۲۸۶ ه‍.ش - نفر نشسته در وسط عکس (از سمت چپ نفر چهارم): علی‌اکبر شیخ‌الاسلام

میرزا علی اکبر شیخ الاسلام پس از فوت برادرش میرزا محمدحسن در سال ۱۲۷۰ ه‍.ش (۱۳۰۹ ه‍.ق) در زمان ناصرالدین‌شاه قاجار و دوران حاکمیت ظل السلطان به منصب شیخ الاسلامی در اصفهان رسید و عضو انجمن عدالتخانه اصفهان شد. او در تحولات و جریانات اجتماعی و سیاسی، فرهنگی و اقتصادی آن دوره در شهر اصفهان شرکت فعالانه داشت. در سال ۱۲۷۷ (۱۳۱۶ ق) در نهضت مقابله با تجارت پارچه‌های خارجی و تهیه پارچه‌های داخلی شرکت جست و عضو هیئت مؤسس شرکت اسلامیه شد. در نهضت مشروطیت در اصفهان نیز به حمایت از دائی‌های خود نوراللّه نجفی و محمدتقی نجفی اصفهانی شتافت. با پیروزی انقلاب مشروطه عضو انجمن ولایتی اصفهان شد که انجمن مقدس ملی نام داشت. مدت کوتاهی نیز در سال ۱۲۸۶ (۱۳۲۵ ه‍.ق) بر انجمن عدلیه (دادگستری) اصفهان ریاست کرد.
شیخ‌الاسلام پس از استبداد صغیر و خلع محمدعلی شاه در سال ۱۲۸۹ (۱۳۲۸ق) معاون ریاست عدلیه (عدالت‌السلطنه) اصفهان شد که در عمارت کاج برپا بود. در سال ۱۲۹۴ (۱۳۳۳خ) در زمان جنگ جهانی اول و حضور قشون روسیه در اصفهان، عضو کمیته دفاع ملی اصفهان شد و در سال ۱۲۹۶ (۱۳۳۶ق) که قحطی در اصفهان به راه افتاد، ریاست بلدیه را به عهده گرفت. در دوره چهارم مجلس شورای ملی (۱۳۰۰–۱۳۰۲) نیز نماینده اصفهان بود.
در مجلس او مدت‌ها از سوگند نمایندگی یاد کردن خودداری کرد و گفت آمادگی‌اش را ندارد تا اینکه سرانجام پس از چند ماه که از آغاز کار مجلس گذشت، سوگند یاد کرد. او در مجلس، پیوسته بر رعایت احکام شرع پافشاری و به هر آنچه مغایر شرع تشخیص می‌داد اعتراض می‌کرد. در این راستا معمولاً در سخنرانیهایش نقل قولهایی دروغین به بیسمارک صدراعظم آلمان نسبت می‌داد. مثلاً می‌گفت: «ناصرالدین شاه از بیسمارک سئوال کرد که برای ترقی و تعالی ایران چه کنم؟ بیسمارک گفته بود تاریخ صدر اسلام را بگذارید و مطابق آن عمل کنید». شیخ‌الاسلام معترض عدلیه و قانون مجازات عرفی بود که پیش از تشکیل مجلس چهارم وضع شده بود. او نه این قانون را شرعی می‌دانست و نه ساختاری را که مشیرالدوله با حمایت روحانیونی همچون سید حسن مدرس برای نظام قضائی چیده بود. از همین رو با ابتکارات مشیرالدوله برای اصلاح عدلیه مخالفت می‌ورزید و آن را در جهت کوتاه کردن دست روحانیون از محاکم می‌دید. مشیرالدوله هنگامی که در سال ۱۳۰۰ به نخست‌وزیری رسید، از نمایندگان خواست برای سرعت گرفتن روند رسیدگی به پرونده‌ها و اجرای قوانین تازه، به مدت شش ماه به کمیسیون عدلیه مجلس اختیار دهند که لوایح وزارت عدلیه را خودش بی آنکه به رأی همه نمایندگان بگذارد به تصویب برساند و قانونی کند. مدرس و دیگر روحانیون مجلس از این خواسته حمایت کردند اما شیخ‌الاسلام در مخالفت با خواسته مشیرالدوله گفت: «شما می‌خواهید تمام قوانین مهم را ببرید پشت پرده». او هشدار داد که اختیاراتی که مشیرالدوله خواسته‌است راه را بر وضع قوانین غیرشرعی در عدلیه هموار خواهد کرد. در مورد عبدالحسین تیمورتاش که مشیرالدوله به وزارت عدلیه منصوب کرده بود نیز گفت مشیرالدوله او را وزیر کرده تا «با خشونت و سماجتی» که در کارها دارد «این قوانین را در کمیسیون عدلیه به آقایان وکلاء بقبولانند». هنگام طرح قانون استخدام قضات در فروردین ۱۳۰۲ پیشنهاد کرد که در همه دادگاه‌ها در هر سه مرحله بدایت (بدوی)، تمییز (تجدیدنظر) و استیناف (دیوان عالی) یک عضو دادگاه که از مراجع تقلید دارای اجازه باشد، حضور داشته باشد اما پیشنهاد او پذیرفته نشد.
با انقراض قاجاریه و انتقال قدرت به رضاشاه، شیخ‌الاسلام عضو مجلس موسسانی شد که با تغییر در قانون اساسی، برپایی خاندان پهلوی را رسمیت بخشید (از پانزدهم تا بیست و دوم آذر ۱۳۰۴)
سیاست ما عین دیانت ماست
جمله معروف «سیاست ما عین دیانت ما و دیانت ما عین سیاست ماست» که به سید حسن مدرس نسبت داده می‌شود، از دیدگاه برخی مورخان از علی‌اکبر شیخ‌الاسلام است. در هجدهم خرداد ۱۳۰۱ که درخواست رضاخان سردارسپه وزیرجنگ برای دریافت سیزده هزار تومان جهت اعزام ۵۶ دانشجو و چهار افسر به منظور تحصیلات نظامی به فرانسه در مجلس مطرح بوده، میرزا علی‌اکبر شیخ‌الاسلام نماینده اصفهان، در نطق خود در دفاع از این درخواست می‌گوید: «سیاست عین دیانت و دیانت عین سیاست است». در ادامه پیشنهاد می‌دهد چند نفر همراه این محصلان به فرانسه اعزام شوند تا مبادا آنها «به محض رسیدن به اروپا دین و آیین خودشان را ببوسند و بر سرشان بگذارند و بگذارند کنار و خدای نخواسته مشغول بعضی کارهایی که شاید سایرین بوده‌اند بشوند». یک سال و سه روز بعد، مدرس دولت مستوفی الممالک را استیضاح کرد و در جلسه استیضاح گفت: «منشأ سیاست ما دیانت ماست. ما نسبت به دُوَل دنیا دوست هستیم، چه همسایه چه غیر همسایه، چه جنوب چه شمال، چه شرق چه غرب و هر کسی متعرض ما بشود، متعرض آن می‌شویم. هر چه باشد، هر که باشد، به قدری که ازمان بر می‌آید و ساخته‌است. همین مذاکره را با صدراعظم شهید عثمانی کردم. گفتم که اگر یک کسی از سرحد ایران بدون اجازه دولت ایران پایش را بگذارد در ایران و ما قدرت داشته باشیم، او را با تیر می‌زنیم و هیچ نمی‌بینیم که کلاه پوستی سرش است یا عمامه یا شاپو. بعد که گلوله خورد دست می‌کنم ببینم ختنه شده‌است یا نه. اگر ختنه شده‌است، بر او نماز می‌کنم و او را دفن می‌نماییم واِلا که هیچ. پس هیچ فرق نمی‌کند. دیانت ما عین سیاست ما هست. سیاست ما عین دیانت ماست» (منظور مدرس از «صدراعظم شهید عثمانی» طلعت پاشا بود که سه ماه پیش از این سخنرانی به دست یک ارمنی در برلن ترور شده بود)
میرزا علی‌اکبر عضو هیئت مدیره مدرسه ایمانیه و  مدرسه علیه و ایتام بود که در سال۱۲۸۶ (۱۳۲۵ ه‍.ق) به سبک جدید تأسیس شدند. بعدها در سال ۱۳۰۲ (۱۳۴۲ق) عضو هیئت مؤسس مدرسه علمیه اصفهان شد.

## تولیت مدرسه باقریه
تولیت مدرسه باقریه مشهد به عهده اولاد و نوادگان واقف، ملا محمدباقر سبزواری، بوده‌است که میرزا علی اکبر بعد از فوت برادر بزرگترش میرزا محمد حسن شیخ الاسلام، تولیت ان را به عهده گرفت
فرمان تولیت از طرف مظفرالدین‌شاه قاجار در سال ۱۲۸۴ ه‍.ش (۱۳۲۳ ه‍.ق) در تأیید تولیت علی‌اکبر شیخ‌الاسلام و برادرش علی
الملک لله
السلطان مظفرالدین شاه قاجار
چون مطابق فرامین مطاعه و احکام شرعیه متعدده و حکم جناب مستطاب شریعتمدار آقای نجفی و وقف نامه صحیحه معتبره و اجاره نامحه‌های مشروحه ایکه ارئه شد، تولیت اوقاف ملا محمد باقر سبزواری واقعات در حاشیه خیابان علیای ارض اقدس رضوی و غیره قدیما و حدیثا بر حسب قرارداد واقف با سلسله شیخ الاسلام اصفهان که از اولاد واقف هستند عقبا بعد عقب و نسلا بعد نسل بوده‌است و اکنون نوبت تولیت بجنابان مستطابان شریعتمابان حاج میرزا علی اکبر شیخ الاسلام و حاج میرزا علی برادر معزی الیه که از اولاد واقف هستند رسیده که باید منافع وارده موقوفات مزبوره پس از وضع مخارج در ده سهم منقسم شود یک سهم ان حق التولیه است که باید متولی هر عصری ببرد و سه سهم از نه سهم دیگر اختیار ان با متولی هر عصری است در وجوه خیرات بطوری که نظر او شرعاً اقتضا نماید صرف کند و شش سهم دیگر باید بهر قسم که متولی شرعی صلاح داند صرف امور مدرسه واقف واقع در همان خیابان بالی مشهد مقدس شود. لهذا تاکیدا الاحکام السلف والخلف بموجب این ملفوفه قدیر مالوفه امر و مقرر می فرمائیم که امر تولیت کماکان با جنابان مستطابان شریعتمابان حاج میرزا علی اکبر شیخ الاسلام و حاج میرزا علی برادر اوست احدی حق مزاحمت و مداخله و تصرفی وجها من الوجوه ندارد. منافع مو قو فات مزبوره بدون تخلف و تغییر باید در ده سهم مسطور منسهم شود و به مصارف مقرر برسد مقرر آنکه حکام حال و استقبال مملکت خراسان از قرار این ملفوفه فرمان مبارک و به دلیل وقف نامه در مدخول سنواتی رفتار نموده تخلف و انحراف را جایز نشمارند حسب المقرر مرتب دانسته در عهده شناسند. فی شهر ذی الحجه الرحرام

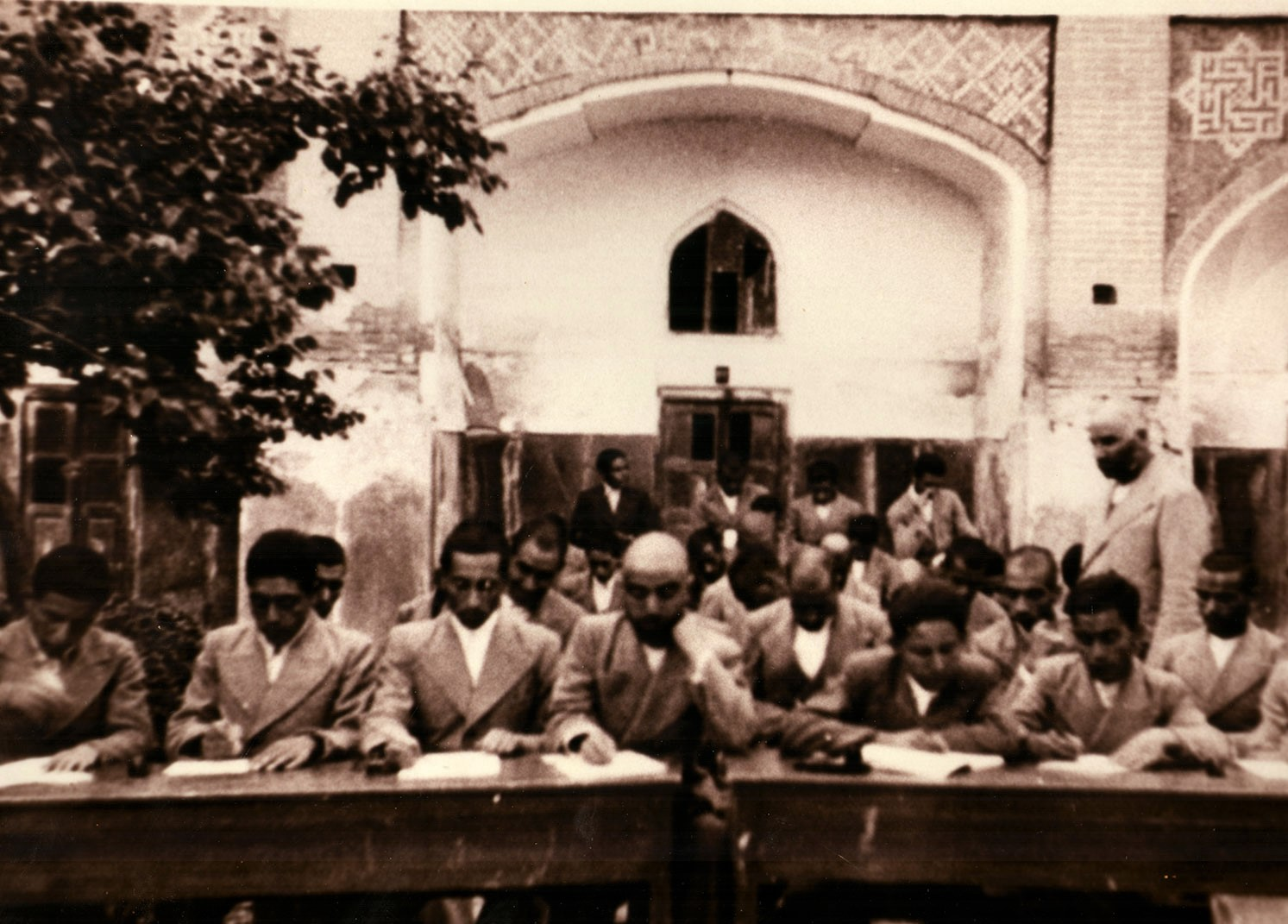
طلاب مدرسه باقریه مشهد در حدود سال ۱۳۰۶ ه‍. ش

## استادان

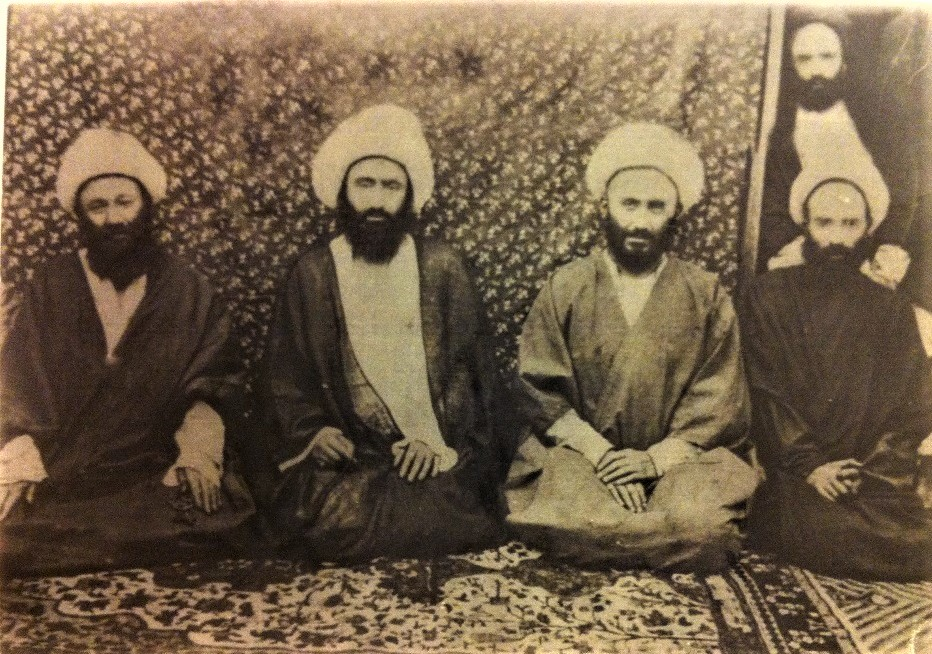
نشسته، از چپ به راست: آقا شیخ اسماعیل نقنه ای- آقا نجفی - میرزا علی اکبر شیخ الاسلام- نامعلوم - دهه ۱۲۹۰ ه‍. ش

او علوم حوزوی را تا حدود سطح نزد اساتید اصفهان آموخت ازان جمله:
- آقا سید محمدباقر درچه‌ای
- محمّدتقی آقانجفی
- جهانگیرخان قشقائی
- آخوند ملاّ محمّد کاشی
- میرزا بدیع درب امامی
- آخوند ملاّ عبدالکریم گزی

## موقوفات
علی‌اکبر شیخ‌الاسلام برادرزاده ای داشت بنام میرزا حسن (۱۲۷۱–۱۲۹۲ ه‍.ش) فرزند محمد حسن شیخ الاسلام. میرزا حسن در جوانی در ۲۲ سالگی درگذشت و چون فرزندی نداشت، علی‌اکبر وارث او شد. وی از اموال میرزا حسن، یک طاق از قریه کربکندی بلوک برخوار اصفهان را جهت برگذاری مجلس عزاداری به مدت ۲۰ روز قبل از محرم در دیوانخانه (خانه شیخ الاسلام) در سال ۱۳۰۹ ه‍.ش (۱۳۴۹ ه‍.ق) وقف نمودند.

## زندگی‌نامه
علی‌اکبر شیخ‌الاسلام در سال ۱۲۴۶ ه‍.ش (۱۲۸۴ ه‍.ق) در اصفهان متولد شد و فرزند سوم میرزا محمد رحیم (سوم) شیخ الاسلام اصفهان (فوت ۱۲۶۷ ه‍.ش/۱۳۰۶ ه‍.ق) است. او از نوادگان محقق سبزواری می‌باشد و نسب او چنین است: میرزا علی اکبر شیخ الاسلام بن محمّدرحیم (سوم) بن میرزا عبداللّه (دوم) بن میرزا محمّدرحیم (دوم) بن میرزا مرتضی بن میرزا عبدالمطلب بن میرزا محمّدرحیم (اوّل) بن ملاّ محمّدجعفر بن آخوند ملاّ محمّدباقر محقّق سبزواری بن محمّد مؤمن الشّریف السّبزواری (فوت در حدود ۹۹۸ ه‍.ش -۱۰۲۸ ه‍.ق).
مادر او فاطمه خانم دختر محمدباقر نجفی اصفهانی و خواهر نورالله نجفی اصفهانی رهبر مشروطه خواهان اصفهان بود. فاطمه خانم از زنان نیکوکار و خیر بود و مسجد شیخ الاسلام را که جنب منزل مسکونی‌شان خانه شیخ الاسلام و در حال تخریب بود، در حدود سال ۱۲۷۵ ش (۱۳۱۴ ق) بازسازی کرد. سجع مهر ایشان جمله آفتاب برج عصمت فاطمه بود. فاطمه خانم چندین سال آخر عمر خود را در نجف به سر برده و در سال ۱۲۹۳ ه‍.ش (۱۳۳۲ ه‍.ق) در کربلا وفات یافت
میرزا علی اکبر دو همسر داشت: فاطمه خانم و صغرا خانم جوزدانی (فوت ۱۳۴۴ ه‍.ش) و حاصل ازدواج با آنها ۱۱ فرزند بود:
میرزا عبدالله (حاج آقا میرزا)، محمود، آقا تقی، آقا حسین، آقا میرزا عباس، فردوس خانم، رباب خانم، طوبی خانم، علی، محترم خانم و پری خانم

## فرزندان و نوادگان
- محمود شیخ الاسلام (اکبر) (۱۲۷۳–۱۳۱۱ ه‍.ش)،[۱۳] علی اکبر شیخ الاسلام از علما ئ بود که زودتر از همه متوجه شد که باید مردم را با فرهنگ و علوم جدید آشنا کنند و از علوم اروپائیان استفاده کرده و مردم را به جنبه‌های علمی و صنعتی آنها مجهز گردانند.[۱۴] او در سال ۱۲۹۱ ه‍. ش، محمود (فرزند دوم) خود را که درحوزه و مدارس دینی درس می‌خواند به مدرسه آلیانس اصفهان (مدرسه فرانسوی زبان یهودیان) فرستاد و در حدود سال ۱۲۹۳ ش (شروع جنگ جهانی اول) او را به بیروت در لبنان جهت تحصیل در دانشکده پزشکی دانشگاه سنت ژوزف (دانشگاه مذهبی و مسیحی) فرستاد. محمود در مهر سال ۱۳۰۱ ه‍.ش فارغ‌التحصیل شد وپس از ۱۰ سال تحصیل و کسب مدرک پزشکی از پاریس در اوایل سال ۱۳۰۲ه‍.ش جهت خدمت و معالجه هموطنان خود برای امراض داخلی و خارجی به اصفهان بازگشت و در منزل پدرش، خانه شیخ الاسلام، مطب و داروخانه ای دایر کرد
- علی شیخ‌الاسلام[۱۵] (آخرین فرزند پسر میرزا علی اکبر) در سال ۱۳۳۳ به ایالات متحدهٔ آمریکا جهت ادامه تحصیل رفت و مؤسس و نخستین رئیس دانشگاه ملی ایران بود[۱۶]
- حسین شیخ‌الاسلام نمایندهٔ حوزهٔ انتخابیهٔ تهران، ری، شمیرانات و اسلامشهر در دورهٔ هفتم مجلس شورای اسلامی و همچنین سفیر سابق ایران در سوریه
- زهرا کارینشاک Zahra Karinshak (دختر مهدی شیخ الاسلام) وکیل و سیاستمدار. سناتور دموکرات ایالت جورجیا[۱۷][۱۸]

## درگذشت

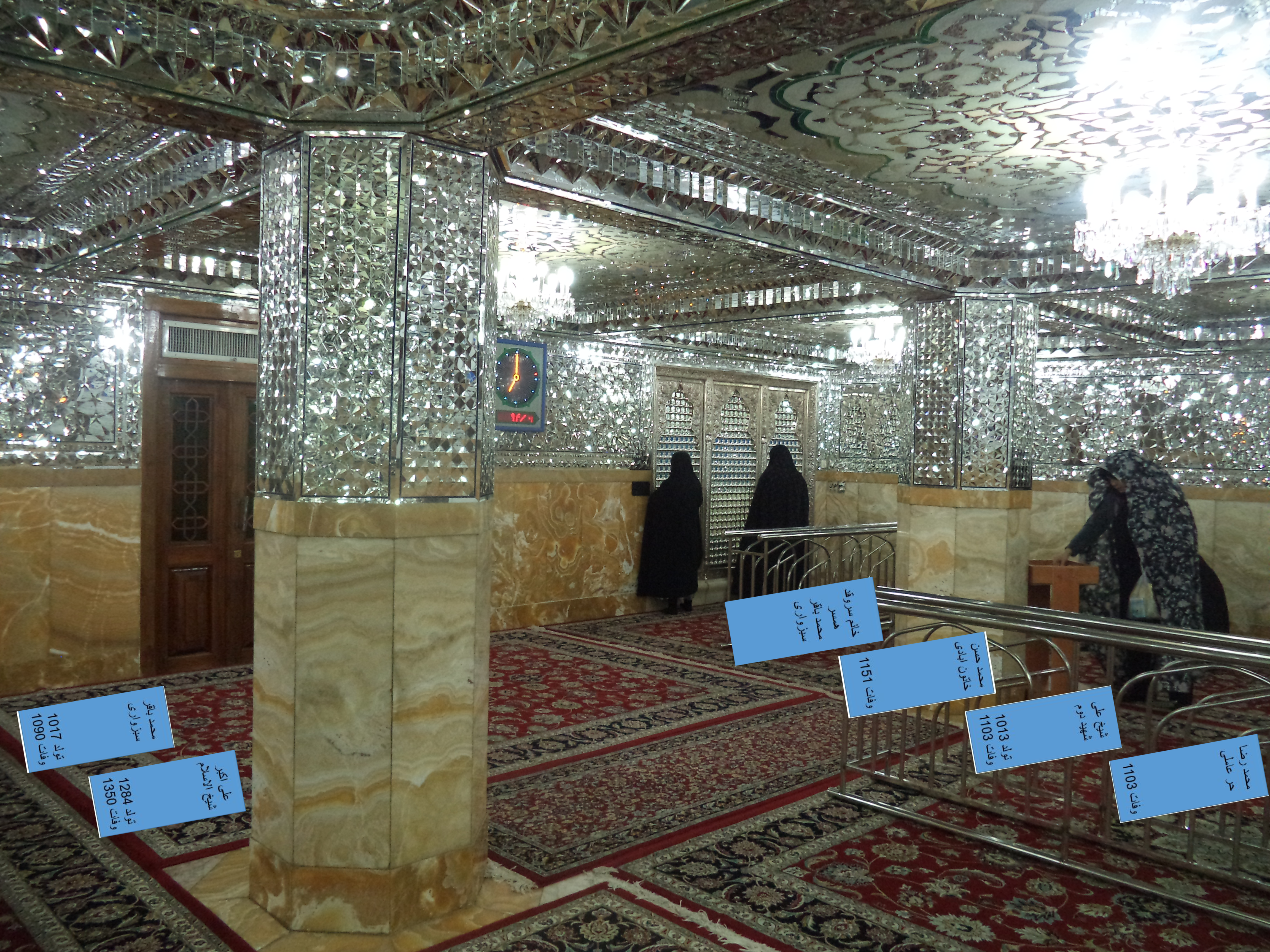
مشهد حرم رضوی-ارامگاه شیخ حر عاملی-سرداب مدرسه میرزا جعفر- جانمائی سنگ قبور

علی‌اکبر شیخ‌الاسلام در سال۱۳۰۸ ه‍.ش (۱۳۴۸ ه‍.ق) با عدّه ای از خانواده به مشهد مهاجرت کرد و در تاریخ ۱۳۱۱/۱/۱۰ ه‍.ش (۲۲ ذی القعده ۱۳۵۰ ه‍.ق) در ۶۵ سالگی به علت سکته درگذشت و در مشهد حرم رضوی در سرداب مدرسه میرزا جعفر به خاک سپرده شد. در سرداب مدرسه میرزا جعفر (آرامگاه شیخ حر عاملی) چند تن از علما دیگرمدفون هستند که شامل: علامه محقق سبزواری و همسرش سرو قد خانم (اجداد میرزا علی اکبر)، میرزا محمد حسن شیخ الاسلام (برادر میرزا علی اکبر) و چند تن از علمای دیگر دفن شده‌اند که پس از طرح توسعه حرم، سنگ قبور آن‌ها منتقل شده و دیگر در این مکان وجود ندارند.